# Nam Ou
Der Nam Ou (Laotisch: ນ້ຳອູ, [nâːm ùː]) ist ein 390 Kilometer langer Fluss im Norden von Laos.
Er entspringt in der Provinz Phongsali und mündet bei Pak Ou in den Mekong. An der Mündung befinden sich die beiden bekannten Höhlen Tham Thing und Tham Phum. Der Nam Ou ist eine wichtige Verkehrsader im Norden Laos, da viele an seinem Lauf gelegene Orte noch nicht an das Straßennetz angebunden sind. Der Großteil des Einzugsgebietes (EZG) des Flusses ist gebirgig mit tief eingeschnittenen Tälern. Das subtropische Klima im EZG weist eine ausgesprochene Trockenzeit (November bis April) sowie eine Regenzeit (Mai bis Oktober) auf. Der durchschnittliche jährliche Niederschlag im EZG beträgt ca. 1700 mm, wobei davon 80 % auf die Regenzeit entfallen. Das EZG besteht vorwiegend aus Wäldern und Buschland. Geologisch durchfließt der Nam Ou vorwiegend mesozoische und paläozoische Kalk- und Sandsteinformationen.
Aktuell werden am Nam Ou 5 Dämme zur Energiegewinnung durch Wasserkraft errichtet.